# Rajdowe mistrzostwa Kanady
Rajdowe mistrzostwa Kanady, ang. Canadian Rally Championship, fr. Championnat De Rallye Canadien – cykliczne zawody rajdowe, mające na celu wyłonienie mistrza Kanady. Organizowane są od 1957 roku.

## Mistrzowie
| Rok  | Kierowca          | Pilot            | Samochód                   |
| ---- | ----------------- | ---------------- | -------------------------- |
| 1957 | Leslie Chelminski | Les Stanley      | Volkswagen Karmann Ghia    |
| 1958 | Leslie Chelminski | Les Stanley      | Volkswagen Karmann Ghia    |
| 1959 | Art Dempsey       | Bill Silvera     |                            |
| 1960 | Art Dempsey       | Bill Silvera     |                            |
| 1961 | ?                 | ?                | ?                          |
| 1962 | ?                 | ?                | ?                          |
| 1963 | Chuck Stockey     | John Bird        | Volkswagen                 |
| 1964 | Klaus Ross        | John Bird        | Volvo Amazon               |
| 1965 | Klaus Ross        | John Bird        | Volkswagen                 |
| 1966 | Bruce Simpson     |                  | Volvo Amazon               |
| 1967 | Klaus Ross        | John Bird        | Datsun 411                 |
| 1968 | Keith Ronald      | John Slade       | Volkswagen                 |
| 1969 | Bruce Schmidt     | Betty Schmidt    | Datsun                     |
| 1970 | Walter Boyce      | Doug Woods       | Datsun 1600 SSS            |
| 1971 | Walter Boyce      | Doug Woods       | Datsun 1600 SSS            |
| 1972 | Walter Boyce      | Doug Woods       | Toyota Corolla Levin TE 27 |
| 1973 | Walter Boyce      | Doug Woods       | Toyota Corolla Levin TE 27 |
| 1974 | Walter Boyce      | Doug Woods       | Toyota Celica 1600         |
| 1975 | Jean-Paul Pérusse | John Bellefleur  | Fiat 128                   |
| 1976 | Jean-Paul Pérusse | John Bellefleur  | Fiat 128                   |
| 1977 | Taisto Heinonen   | Tom Burgess      | Toyota Celica 2000 GT      |
| 1978 | Taisto Heinonen   | Tom Burgess      | Toyota Celica 2000 GT      |
| 1979 | Taisto Heinonen   | Tom Burgess      | Toyota Celica 2000 GT      |
| 1980 | Taisto Heinonen   | Tom Burgess      | Toyota Corolla SR5         |
| 1981 | Randy Black       | Bob Lee          | Datsun 510                 |
| 1982 | Taisto Heinonen   | Martin Headland  | Toyota Corolla             |
| 1983 | Randy Black       | Tom Burgess      | Datsun 510                 |
| 1984 | Tim Bendle        | Mary Crundwell   | Datsun 510                 |
| 1985 | Tim Bendle        | Steve Farrell    | Datsun 510                 |
| 1986 | Bo Skowronnek     | Terry Epp        | Volvo 240 Turbo            |
| 1987 | Alain Bergeron    | Serge Boisvert   | Toyota Corolla             |
| 1988 | Alain Bergeron    | Raymond Cadieux  | Toyota Celica              |
| 1989 | Paul Choiniere    | John Buffum      | Audi Coupé Quattro         |
| 1990 | Tom McGeer        | Trish Sparrow    | Audi Quattro               |
| 1991 | Frank Sprongl     | Dan Sprongl      | Audi Quattro               |
| 1992 | Tom McGeer        | Trish Sparrow    | Subaru Legacy 4WD Turbo    |
| 1993 | Tom McGeer        | Trish Sparrow    | Subaru Legacy 4WD Turbo    |
| 1994 | Frank Sprongl     | Dan Sprongl      | Audi Coupé S2              |
| 1995 | Frank Sprongl     | Dan Sprongl      | Audi Coupé S2              |
| 1996 | Carl Merrill      | John Bellefleur  | Ford Escort RS Cosworth    |
| 1997 | Frank Sprongl     | Dan Sprongl      | Audi Coupé S2              |
| 1998 | Frank Sprongl     | Dan Sprongl      | Audi Coupé S2              |
| 1999 | Frank Sprongl     | Dan Sprongl      | Audi Coupé S2              |
| 2000 | Tom McGeer        | Mark Williams    | Subaru Impreza WRX         |
| 2001 | Tom McGeer        | Mark Williams    | Subaru Impreza WRX         |
| 2002 | Patrick Richard   | Ian McCurdy      | Subaru Impreza WRX         |
| 2003 | Tom McGeer        | Howard Davies    | Subaru Impreza WRX         |
| 2004 | Patrick Richard   | Nathalie Richard | Subaru Impreza WRX         |
| 2005 | Peter Thomson     | Rod Hendricksen  | Subaru Impreza WRX         |
| 2006 | Antoine L'Estage  | Nathalie Richard | Hyundai Tiburon            |
| 2007 | Antoine L'Estage  | Nathalie Richard | Hyundai Tiburon            |
| 2008 | Patrick Richard   | Alan Ockwell     | Subaru Impreza WRX STi     |
| 2009 | Patrick Richard   | Alan Ockwell     | Subaru Impreza WRX STi     |
| 2010 | Antoine L'Estage  | Nathalie Richard | Mitsubishi Lancer Evo X    |
| 2011 | Antoine L'Estage  | Nathalie Richard | Mitsubishi Lancer Evo X    |
| 2012 | Antoine L'Estage  | Nathalie Richard | Mitsubishi Lancer Evo X    |
| 2013 | Antoine L'Estage  | Nathalie Richard | Mitsubishi Lancer Evo X    |
| 2014 | Antoine L'Estage  | Alan Ockwell     | Mitsubishi Lancer Evo X    |
| 2015 | Antoine L'Estage  | Alan Ockwell     | Mitsubishi Lancer Evo X    |
| 2015 | Antoine L'Estage  | Alan Ockwell     | Subaru WRX STi             |
| 2016 | Antoine L'Estage  | Darren Garrod    | Subaru WRX STi             |
| 2017 | Antoine L'Estage  | Alan Ockwell     | Subaru WRX STi             |
| 2018 | Karel Carré       | Samuel Joyal     | Subaru Impreza STi         |
| 2019 | Karel Carré       | Samuel Joyal     | Subaru Impreza STi         |